# Mặt Trăng
Mặt Trăng hay Trăng, Nguyệt, Cung Hằng, Cung Trăng (tiếng Anh: Moon, chữ Hán: 月) là vệ tinh tự nhiên duy nhất của Trái Đất.:14 Với độ sáng ở bầu trời chỉ sau Mặt Trời,tr.120 Mặt Trăng đã được con người biết đến từ thời tiền sử. Mặt Trăng có hình cầutr.223 với bán kính bằng khoảng 27% Trái Đất và khối lượng bằng khoảng 1,23% Trái Đất.tr.304 Bề mặt Mặt Trăng chứa nhiều khoáng silicat và không có khí quyển, thủy quyển, hay từ quyển đáng kể.tr.304,309
Giả thuyết về sự hình thành của Mặt Trăng được chấp nhận rộng rãi nhất cho rằng: cách đây hơn 4,5 tỷ năm, không lâu sau khi Trái Đất hình thành, Mặt Trăng được hình thành từ các vụn văng ra sau một vụ va chạm giữa Trái Đất và một thiên thể khác mang tên Theia cỡ Sao Hỏa.
Mặt Trăng ở trong quỹ đạo đồng bộ với Trái Đất, tức là chu kỳ tự quay của Mặt Trăng bằng với chu kỳ quay quanh Trái Đất, khoảng 27,3 ngày, do đó nó luôn quay một mặt về phía Trái Đất, là mặt gần.tr.123 Do hiện tượng bình động nên quan sát từ Trái Đất qua nhiều thời điểm, với mỗi thời điểm ở góc nhìn hơi khác, sẽ thấy tổng cộng nhiều hơn một nửa diện tích Mặt Trăng (59%).:18 Các pha Mặt Trăng, từ trăng tròn đến trăng tối, tuần hoàn theo chu kỳ giao hội 29,5 ngày,tr.123 tạo thành cơ sở cho lịch Mặt Trăng (âm lịch).tr.208-209 Đường kính góc của Mặt Trăng trên bầu trời tương đương với Mặt Trời, khoảng hơn nửa độ, do đó Mặt Trăng che kín Mặt Trời trong nhật thực toàn phần.tr.253 Lực hấp dẫn của Mặt Trăng gây ra thủy triều trên đại dương ở Trái Đất, đồng thời gây ra hiệu ứng tương tự cho phần vỏ và lõi đất đá của Trái Đất, và làm cho một ngày ở Trái Đất dài hơn một chút.tr.125-128 Khoảng cách trung bình từ Mặt Trăng đến Trái Đất là khoảng 384000 km,tr.19 tương đương 1,28 giây ánh sáng, hay khoảng 30 lần đường kính Trái Đất.tr.223 Trong tương lai xa, khoảng cách từ Mặt Trăng đến Trái Đất sẽ tăng dần, do hiệu ứng thủy triều, và Mặt Trăng sẽ xuất hiện nhỏ dần.tr.128

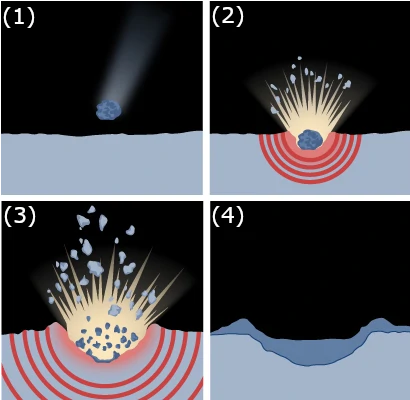
Quá trình tạo hố va chạm: (1) va chạm; (2) mảnh va chạm vỡ và bốc hơi tạo sóng sốc ở bề mặt (3) vật liệu văng ra (4) vật liệu rơi xuống, phủ lên hố.^{tr.316}

Trong Hệ Mặt Trời, Mặt Trăng là vệ tinh tự nhiên lớn thứ năm.tr.410 Nếu xét về tỷ lệ kích thước so với hành tinh mà nó quay quanh thì Mặt Trăng đạt tỷ lệ này cao nhất trong Hệ Mặt Trời.tr.388,410,412 Bề mặt Mặt Trăng có các biển Mặt Trăng là các vùng vật chất tối màu có nguồn gốc từ hoạt động núi lửa cũ, nằm chủ yếu ở mặt gần, giữa các vùng vỏ cũ cao sáng màu có rất nhiều hố va chạm.tr.310-312 Các hố va chạm trên Mặt Trăng được bảo quản tốt và cung cấp nhiều thông tin về quá khứ của Hệ Mặt Trời.tr.303 Trọng trường ở bề mặt Mặt Trăng bằng khoảng 1/6 so với Trái Đất.tr.226 Nhiệt độ thay đổi mạnh theo điều kiện nhận ánh sáng Mặt Trời, trung bình từ khoảng -180°C vào ban đêm đến trên 100 °C vào ban ngày tại xích đạo. Tồn tại hàng trăm tỷ tấn nước đá ở đáy những hố va chạm gần cực, nơi vĩnh viễn không nhận được ánh nắng.tr.309
Chương trình Luna của Liên Xô đã đưa được vật thể nhân tạo đầu tiên lên Mặt Trăng là tàu không người lái Luna 2, một tàu vũ trụ được chủ đích cho đâm xuống bề mặt Mặt Trăng vào tháng 9 năm 1959.tr.12-13 Sau đó vào năm 1966, tàu Luna 9 đã đổ bộ an toàn lên Mặt Trăng.tr.305 Chương trình Apollo của Hoa Kỳ những năm tiếp theo đã giúp con người lên Mặt Trăng, với Apollo 8 năm 1968 lần đầu đưa người bay quanh Mặt Trăng, rồi Apollo 11 vào tháng 7 năm 1969 cùng 5 chuyến bay khác sau đó đã hạ cánh với con người và thiết bị lên thiên thể này.tr.305-306 Các chuyến thám hiểm này đã mang về Trái Đất đá Mặt Trăng được dùng để nghiên cứu và bổ sung kiến thức về Mặt Trăng cũng như nguồn gốc hình thành của nó.tr.306 Từ sau chuyến bay Apollo 17 năm 1972 đến hiện tại, chỉ có các tàu không người lái đến thám hiểm Mặt Trăng.tr.307
Sự hiện diện của Mặt Trăng trên bầu trời, theo chu kỳ pha Mặt Trăng, đã để lại dấu ấn trong xã hội và văn hóa của loài người.tr.120 Ảnh hưởng trong văn hóa xã hội thể hiện ở ngôn ngữ,tr.123 hệ thống âm lịch,tr.208-209 nghệ thuật, và thần thoại.

## Nguồn gốc hình thành

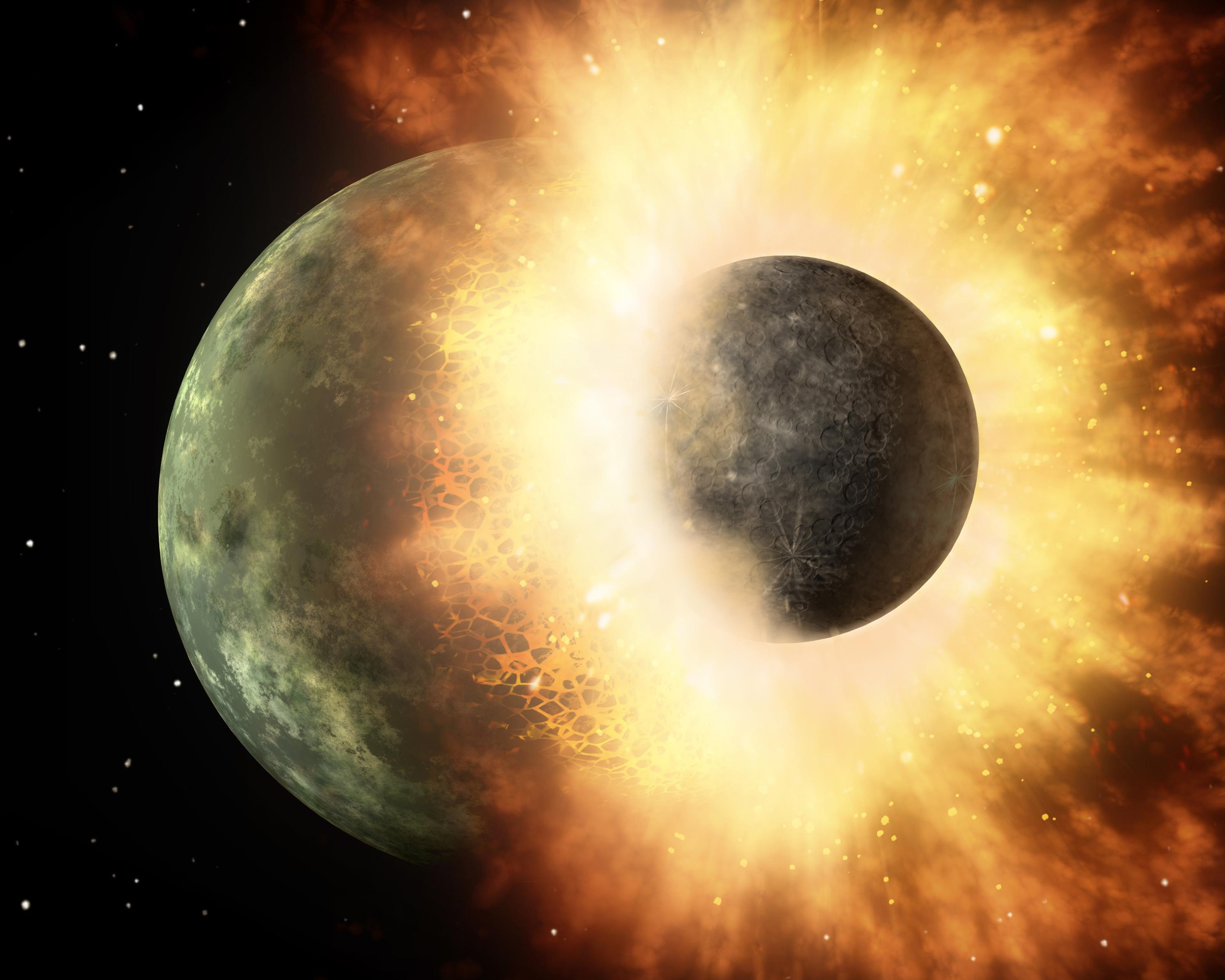
Hình ảnh minh họa một vụ va chạm lớn.

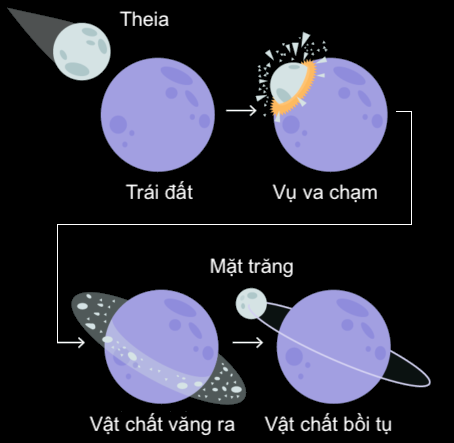
Giản đồ một số mô hình của giả thuyết va chạm lớn.

### Cấu trúc bên trong

Giản đồ cấu trúc bên trong Mặt Trăng.

### Bề mặt

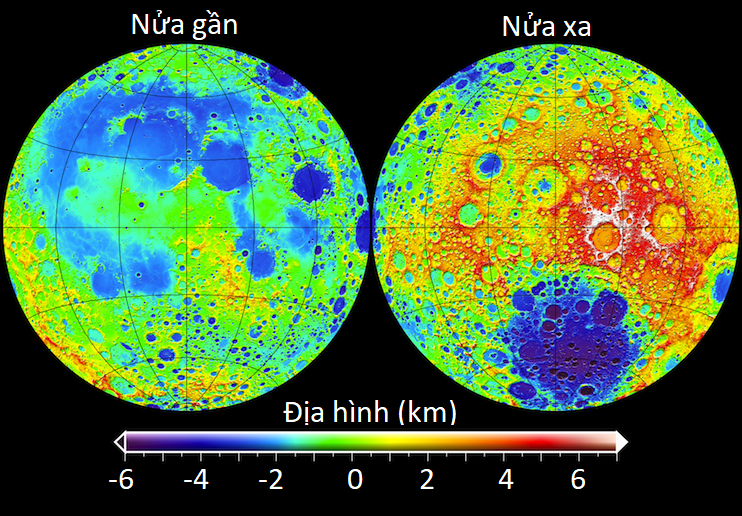
Bản đồ địa hình Mặt Trăng. Đặc trưng nổi bật ở nam mặt xa là Bồn địa Nam cực - Aitken - vùng trũng gần tròn, tô màu xanh tím.

#### Biển và vùng cao

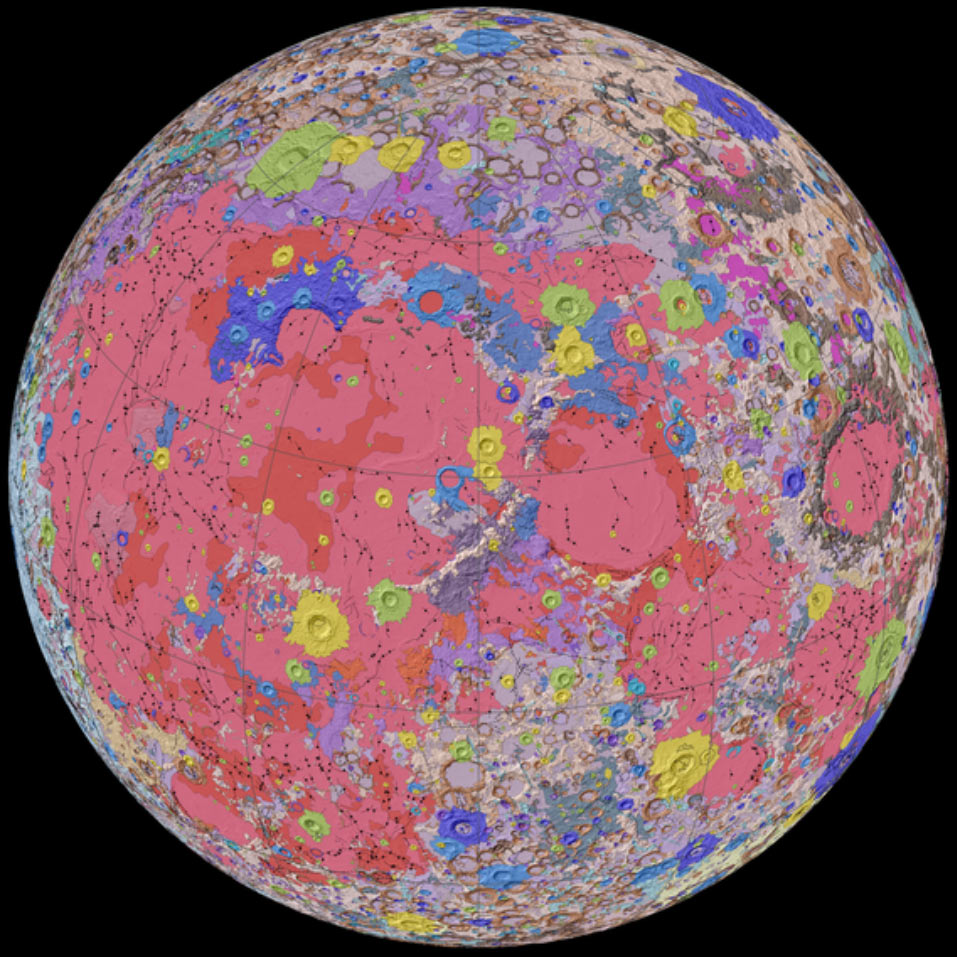
Bản đồ địa chất mặt gần Mặt Trăng. Màu đỏ ở bản đồ ứng với các vùng bazan của biển Mặt Trăng.

Niên đại địa chất Mặt Trăng.^{tr.277-278}

#### Các hố va chạm

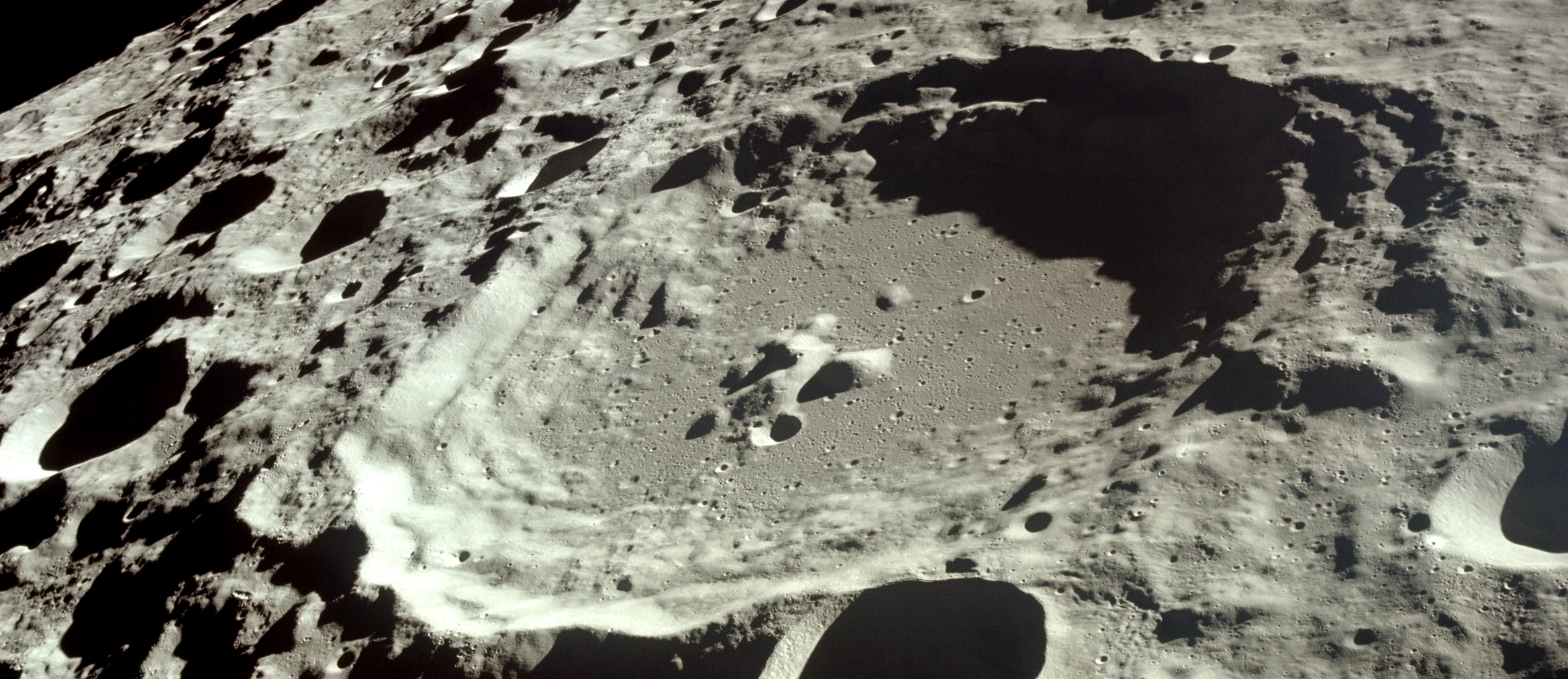
Vùng cao cổ đại của Mặt Trăng với nhiều hố va chạm, chụp bởi các nhà du hành vũ trụ Apollo 11, NASA.^{tr.311}

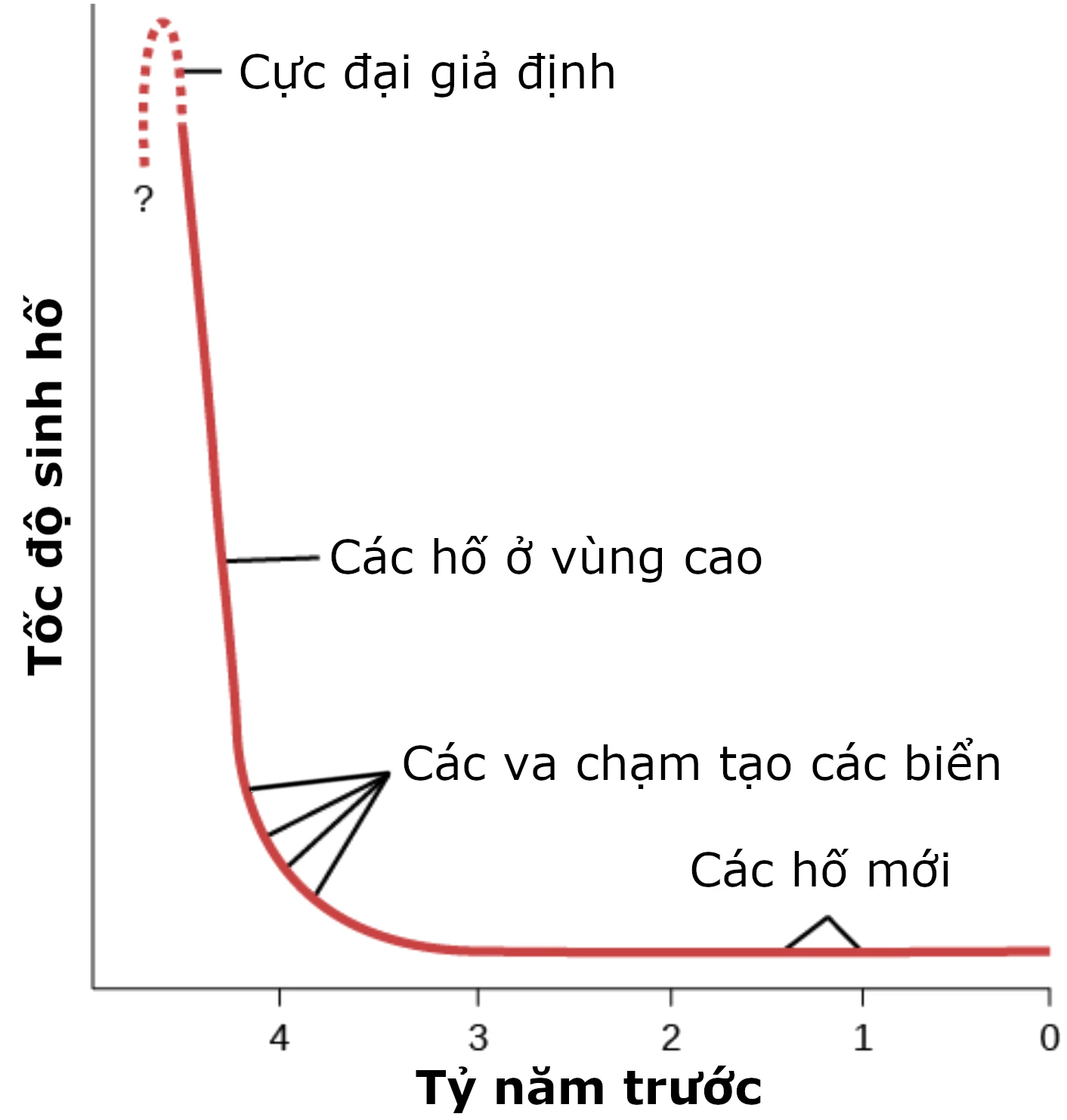
Tốc độ sinh hố va chạm ở Mặt Trăng theo thời gian.^{tr.320}

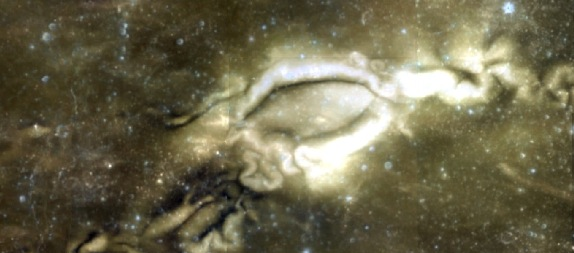
Xoáy Reiner Gamma ở Đại dương Bão.

#### Nước và sự sống

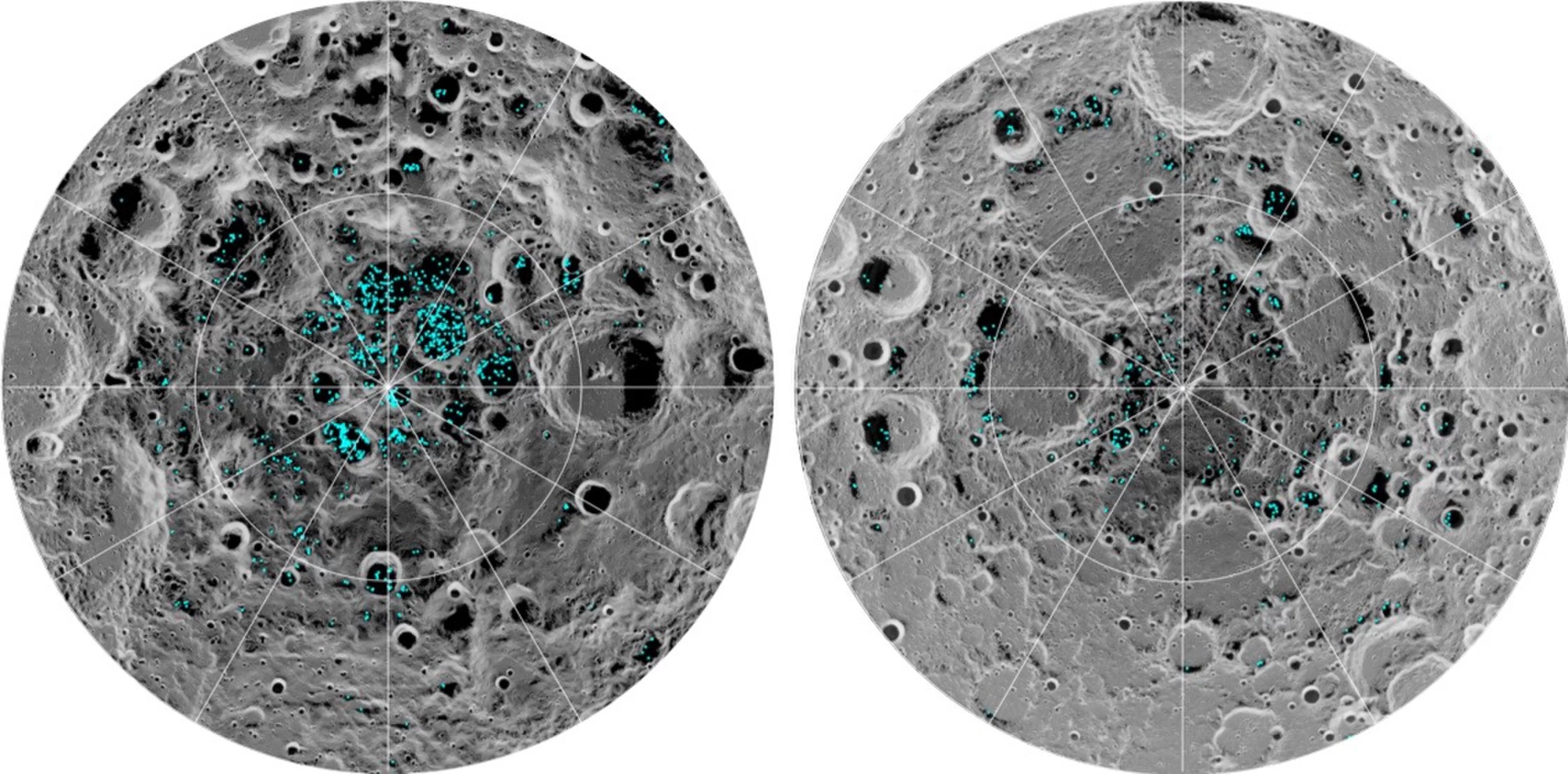
Sự phân bổ nước đá ở các cực Mặt Trăng; bên trái là cực nam, bên phải là cực bắc.

### Trường hấp dẫn

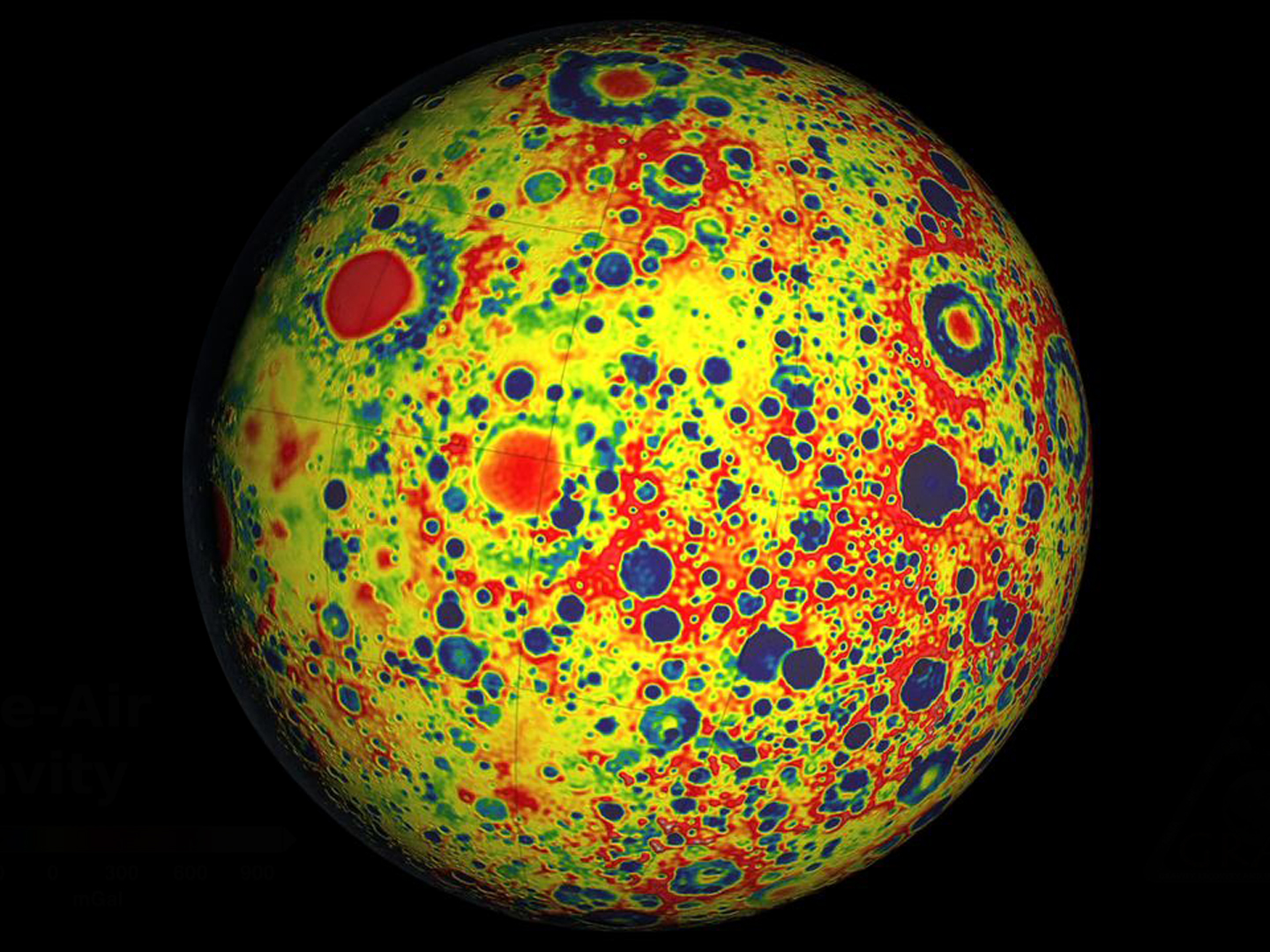
Bản đồ trọng lực bề mặt Mặt Trăng của GRAIL. Vùng màu đỏ là trọng trường mạnh, màu xanh là trọng trường yếu hơn.